# Самостійна Україна (організація)
Гурт «Самостійна Україна» (роки діяльності: 2000—2001) — історико-культурологічне об'єднання прямої дії, створене студентами та викладачами київських університетів на зламі 2000-х років. Назву обрано на честь публіцистичного твору авторства Миколи Міхновського «Самостійна Україна». Днем заснування організації є 9 березня 2000 року, що приурочено святкуванню 100 років виходу друком першого видання «Самостійна Україна» та дню народження Тараса Шевченка.

## Історія
Об'єднавчою метою для всіх учасників гурту була діяльність, спрямована на деколонізацію України. До нього входили студенти та викладачі українських університетів, зокрема НаУКМА та НПУ ім. Драгоманова, переважна більшість яких також була головами районних організацій Народного Руху України. У 2001 році гурт отримав повідомлення від Міністерства юстиції про набуття офіційного статусу. Основні принципи діяльності окреслені у пунктах, адресованих українській владі. Тактично діяльність гурту спрямовувалась на привернення уваги до проблеми деколонізації України, стратегічно — на те, щоб показати світу та українському суспільству загрозу дедалі наростаючих тенденцій авторитарного режиму через внутрішньо- та зовнішньополітичний курс Адміністрації Президента і українського парламенту.

### Принципи та цілі
- Повна деколонізація українських земель
- Заборона існування Комуністичної Партії України
- Боротьба з корупцією
- Виплата зарплат та пенсій
- Виведення Чорноморського флоту РФ з Криму
- Демонтаж пам'ятника Лєніна на Бессарабській площі
- Заборона усіх проросійських релігійних організацій
- Вихід з СНД

Ці принципи були передані та зареєстровані Кабінетом Міністрів для внесення у програму уряду щодо декомунізації України. Вони стосувались заборони Комуністичної партії згідно постанови Президії Верховної ради України від серпня 1991 року.

## Діяльність
Див. також: Кучмізм

### Організаційна й агітаційно-пропагандистська робота
- Перейменування вулиці Московської на вулицю Героїв Крут. Був створений Український молодіжний оргкомітет — «Нюрнберг -2», в рамках якого готувалось проведення громадського суду над комунізмом.[2]

- Захоплення та розгром ЦК Компартії на Подолі в Києві 9 березня 2000 року.[3] Судовий процес супроводжувався акціями голодування учасників гурту з вимогами до влади припинення політичних репресій в Україні.[4]

- 17 липня шість членів «Самостійної України» оголосили безстрокове голодування з вимогою звільнити арештованого члена гурту Артема Дідовця, якого арештувала прокуратура міста Києва за звинуваченням в підпалі помешкання працівника прокуратури Олександри Прокопець.[5] Прокурор О. Прокопець підтримала звинувачення в судовому розгляді справи «Самостійної України» за фактом захоплення офісу Комуністичної партії України членами гурту.[6] Всіх учасників судового процесу було звільнено від покарання.[7]

### Припинення існування
Організація припинила свою діяльність у 2001 році. ЇЇ учасники в подальшому стали членами суспільно-політичних рухів та благодійних організацій. Окремі члени руху в якості приватних осіб брали активну участь в акціях «Україна без Кучми», Помаранчевій революції та Революції Гідності.